# Deborah Ellis
Deborah Ellis (Ontario, Canadà, 7 d'agost de 1960), nascuda a Cochrane, Ontario, hagué de canviar de residència sovint en la seua infantesa a causa del treball dels seus pares. Ellis comença a escriure quan tenia entre 11 i 12 anys d'edat. Quan va créixer, la seua obra se centra en els viatges i en experiències documentades. La seua primera obra fou El pa de la guerra.

## Trajectòria
Deborah Ellis és una activista antibel·licista molt activa. Viatjà al Pakistan el 1997 per a ajudar en un camp de refugiats afganés; a partir d'aquestes entrevistes escrigué la sèrie de quatre parts que inclouen El pa de la guerra (The Breadwinner en anglés), un llibre sobre una noia anomenada Parvana; Parvana's Journey (El viatge de Parvana), la seqüela; Mud City (Ciutat de llot), sobre una noia anomenada Shauzia, la millor amiga de Parvana; i un llibre per a adults, Women of the Afghan War (Dones de la guerra d'Afganistan). Mentre que El pa de la guerra s'inspirà en una entrevista amb una mare en un camp de refugiats, els llibres subseqüents de la trilogia són exploracions més imaginatives de com els xiquets hi sobrevisqueren.
El 1999, publica la novel·la per a joves Looking for X (Cercant per X), que tracta sobre una jove en la seua vida diària en una àrea pobra de Toronto; rebé el premi Governor General's Award.
Ellis també escrigué un llibre amb Eric Walters sobre els atacs terroristes al Canadà. L'obra s'anomena Bifocal, i se centra en dos joves. És un llibre sobre racisme i terrorisme al Canadà.
Una de les seues novel·les més conegudes és The Heaven Shop (La botiga del cel): tracta sobre una família d'orfes a Malawi, que lluiten contra l'impacte de la sida. La novel·la és un homenatge al coratge dels xiquets que pateixen la malaltia.
El 2006, Ellis fou nomenada de l'Orde d'Ontario.
El 2008, Ellis publica Lunch with Lenin and Other Stories (Esmorzar amb Lenin i altres històries), un recull de contes que exploren les vides dels nens que han estat afectats per les drogues, des d'un remot i petit poble al nord dels Estats Units, fins a la Plaça Roja de Moscou i una granja d'opi a Afganistan.
Ellis rebé els premis Governor General’s Award, Jane Addams Children’s Book Award, Vicky Metcalf Award per la seua obra en conjunt, una ALA Notable, i el premi Children’s Africana Book Award Honor Book for Older Readers.
Considerada una de les escriptores juvenils més populars, Ellis dona gairebé tots els seus guanys en llibres a organitzacions com ara Women for Women in Afghanistan i UNICEF.
Més tard, escrigué I Am A Taxi (Soc un taxi), en què tracta sobre la cocaïna. La seqüela, Sacred Leaf (Fulla sagrada), continua amb el mateix tema.

## Obres

### Novel·les independents
- Looking for X (Looking for X, 1999)
- Women of the Afghan War (2000)
- Una companyia de bojos (A Company of Fools, 2002)
- La botiga del cel (The Heaven Shop, 2004)
- I Am a Taxi (2006)
- Clic (with David Almond, Eoin Colfer, Roddy Doyle, Nick Hornby, Margo Lanagan, Gregory Maguire, Ruth Ozeki, Linda Sue Park, and Tim Wynne-Jones, 2007)
- Jakeman (2007)
- Bifocal (with Eric Walters, 2007)
- Sacred Leaf (2007)
- Lunch with Lenin and Other Stories (2008)
- Off to War (2008)
- We Want You to Know: Kids Talk About Bullying (2009)
- Cap lloc segur (No Safe Place, 2010)
- No qualsevol dia (No Ordinary Day, 2011)
- Maleïda siguis, Casey o Bestioles estranyes (True Blue, 2011)
- La ciutat dels somnis (The Cat at The Wall, 2014)
- Moon at Nine (2014)

### SèrieEl pa de la guerra
- El pa de la guerra (The Breadwinner, 2001)
- El viatge de Parvana (Parvana's Journey, 2002)
- Ciutat de fang o Shauzia (Mud City, 2003)
- Em dic Parvana (My Name is Parvana, 2012)